# Lobivia lateritia
Lobivia lateritia ist eine Pflanzenart aus der Gattung Lobivia in der Familie der Kakteengewächse (Cactaceae). Das Artepitheton lateritia stammt aus dem Lateinischen, bedeutet ‚(dunkel) ziegelrot‘ und verweist auf die Farbe der Blüten.

## Beschreibung
Lobivia lateritia wächst stets einzeln mit kugelförmigen bis kurz zylindrischen glauk-grünen Trieben, die bei Durchmessern von 10 bis 12 Zentimeter Wuchshöhen von bis zu 60 Zentimeter erreichen. Es sind 18 scharfkantige, gerade oder wenig spiralförmig angeordnete Rippen vorhanden, die gekerbt sind. Die darauf befindlichen kreisrunden gelblichen oder grauen Areolen sind in den Einkerbungen eingesenkt und stehen 2 bis 3 Zentimeter voneinander entfernt. Die zwei bis drei bräunlichen Mitteldornen, selten ist nur ein einzelner vorhanden, sind gebogen und an ihrer Basis verdickt. Sie weisen eine Länge von bis zu 1,5 Zentimeter (selten bis zu 3 Zentimeter) auf. Die etwa 15 bis 17 bräunlichen Randdornen sind etwas zum Trieb hin gebogen und bis zu 1 Zentimeter (selten bis zu 1,5 Zentimeter) lang.
Die trichterförmigen ziegelroten bis karminroten Blüten öffnen sich am Tag. Sie werden 4 bis 5 Zentimeter lang. Die kugelförmigen halbtrockenen Früchte reißen auf.

## Verbreitung, Systematik und Gefährdung
Lobivia lateritia ist in den bolivianischen Departamentos Chuquisaca, Potosí und Tarija in der Puna-Vegetation in Hochlagen von 2800 bis 3200 Metern verbreitet.
Die Erstbeschreibung als Echinopsis lateritia durch Max Gürke wurde 1907 veröffentlicht. Nathaniel Lord Britton und Joseph Nelson Rose stellten die Art 1922 in die Gattung Lobivia.
Es werden folgende Varietäten unterschieden:
- Lobivia lateritia var. lateritia
- Lobivia lateritia var. citriflora Rausch
- Lobivia lateritia var. cotagaitensis Rausch

In der Roten Liste gefährdeter Arten der IUCN wird die Art als „Least Concern (LC)“, d. h. als nicht gefährdet geführt.

## Nachweise